# Inre Rismyrtjärnen
Inre Rismyrtjärnen är en sjö i Kalix kommun i Norrbotten och ingår i Kalixälvens huvudavrinningsområde. Sjön har en area på 0,0571 kvadratkilometer och ligger 162,1 meter över havet.